# لس ماسیس د بلترگا
لس ماسیس د بلترگا (به اسپانیایی: Les Masies de Voltregà) یک شهرستان در اسپانیا است که در بارسلون واقع شده‌است.